# Hieracium megistadenium
Hieracium megistadenium es una especie de planta con flor del género Hieracium, de la familia Asteraceae, orden Asterales.

## Distribución
Hieracium megistadenium se distribuye por Noruega y Suecia.

## Taxonomía
Fue descrita científicamente por Elfstr.